# Distretto di Xayphouthong
Il distretto di Xayphouthong è uno dei quindici distretti (mueang) della provincia di Savannakhet, nel Laos.